# Ixeris
Ixeris é um género botânico pertencente à família Asteraceae.